# مجموعه ورزشی آزادی کرمانشاه
مجموعه ورزشی آزادی کرمانشاه (مجموعه ورزشی خسرو پرویز  پیشین) یک مجموعۀ ورزشی در شهر کرمانشاه است که شامل زمین بازی رشته‌های ورزشی فوتبال، دو و میدانی، بوکس، والیبال، تنیس، تیروکمان، شطرنج و … می‌باشد.محوطه‌های بازی روباز و سرپوشیدۀ این مجموعه در مالکیت اداره ورزش و جوانان کرمانشاه می‌باشد. ورزشگاه آزادی کرمانشاه با سه زمین چمن در این مجموعه قرار دارد.
مجموعۀ ورزشی آزادی کرمانشاه در بلوار شهید بهشتی جنب بیمارستان شهدا کرمانشاه واقع شده است.
استادیوم آزادی محل برگزاری همایش‌های فرهنگی و ورزشی شامل همایش هزار نفری زورخانه بوده‌است.

## نامگذاری
مجموعۀ ورزشی آزادی کرمانشاه پیش از انقلاب بهمن ۱۳۵۷ با نام مجموعۀ ورزشی خسروپرویز ساخته‌شد. پس از انقلاب نام این مجموعه به ورزشگاه آزادی تغییر پیدا کرد.

## دیوارۀ سنگنوردی
کار ساخت دیوارۀ سنگنوردی و فضای مسقف آن به مساحت هزار متر مربع و ارتفاع ۲۲ متر از تابستان ۱۳۹۸ آغاز شد که به دلیل همه‌گیری کرونا به تعویق افتاد و همچنان در دست ساخت است. این دیواره سه بخش بولدرینگ، سرعت و سرطناب را شامل می‌شود. در مهر ۱۴۰۱ اعلام شد عملیات اجرایی احداث سالن اختصاصی سنگنوردی بار دیگر آغاز شده و ۴۰ درصد پیشرفت فیزیکی داشته‌است و در صورت تخصیص اعتبار ظرف یک سال به بهره‌برداری خواهد رسید.

## تغییر کاربری زمین‌های فوتبال
مجموعۀ ورزشی آزادی در گذشته دارای ۵ زمین چمن برای فوتبال بود. با این وجود سه زمین به مرور تغییر کاربری داده شد و محل ساخت و ساز برای ورزش‌های دیگر قرار گرفت. در دی ۱۴۰۱ رئیس هیئت فوتبال استان کرمانشاه ضمن اشاره به افزایش فوتبالیست‌ها در کرمانشاه از ۵ هزار به ۲۰ هزار نفر طی چند سال، از تغییر کاربری زمین‌های چمن فوتبال در این انتقاد کرد.